# Міщенко Федір Герасимович
Фе́дір Гераси́мович Мі́щенко (рос. Фёдор Герасимович Мищенко; 6 (18) лютого 1848, м. Прилуки, Полтавська губернія, Російська імперія — 28 жовтня (10 листопада) 1906, м. Київ, Російська імперія) — український та російський історик і філолог, еллініст. Професор (1889), член-кореспондент Петербузької АН (1895). Член Історичного товариства Нестора-літописця та київської Старої громади.

## Біографія
Федір Герасимович Міщенко народився 18 (6) лютого 1848 року в місті Прилуках (тодішньої Полтавської губернії).
Походив з купецької родини. Початкову освіту здобув у Прилуцькому повітовому училищі та 2-й Київській гімназії (1866), вищу — на історико-філолологічному факультеті Київського університету (нині Київський національний університет імені Тараса Шевченка; 1870).
Історією античності захопився під впливом професора грецької філології І. Нейкірха та професорів латинської філології О. Деллена і В. Модестова.
1872 року Федір Герасимович Міщенко захистив кандидатську дисертацію на тему: «Фіванська трилогія Софокла».
1872—84 — приват-доцент Київського університету.
1874 року відбувся захист магістерської дисертації Ф. Г. Міщенка на тему: «Відношення трагедий Софокла до сучасного поету життя в Афінах», яка була написана під впливом ідей М. Чернишевського щодо мети й призначення мистецтва, його відношення до дійсності.
Від 1874 року — член Історичного товариства Нестора-літописця. Брав участь у діяльності київської Старої громади, виступав за право українського народу на національну культуру та мову.
Від травня 1875 до вересня 1877 року перебував у відрядженні в Італії, Німеччині, Франції, де багато працював над рукописними текстами античних творів.
1881 року захистив докторську дисертацію на тему: «Опыт по истории рационализма в древней Греции».
У 1889–1903 роках — професор Казанського університету. Редактор «Ученых записок Казанского университета» (від 1890), голова Казанського товариства археології, історії та етнографії (від 1896). Делегат 10-го (Рига, 1896) та 11-го (Київ, 1899) археологічних з'їздів.
Ф. Г. Міщенко — почесний член Петербузького товариства класичної філології та педагогіки (від 1900 року).
Помер Федір Герасимович Міщенко 10 листопада (28 жовтня) 1906 року в місті Києві.

## Наукова діяльність
Федір Герасимович Міщенко досліджував історію Греції та грецької літератури, опублікував статті й розвідки у виданнях: «Киевские университетские известия», «Журнал Министерства народного просвещения», «Ученые записки Казанского университета», «Филологическое обозрение», «Русская мысль», «Киевская старина» (від 1888 року — член її редколегії), «Энциклопедический словарь Брокгауза и Ефрона», газеті «Заря».
Ф. Г. Міщенко уперше зробив науковий переклад російською мовою праць Геродота, Страбона, Фукідіда, Полібія, Демосфена. Науковець високо оцінював античну спадщину, звертав увагу на вдосконалення й зміни в різних філософських системах, з'ясовував умови суспільного життя епохи, яку досліджував.